# Sciara atrifrons
Sciara atrifrons är en tvåvingeart som beskrevs av Edwards 1928. Sciara atrifrons ingår i släktet Sciara och familjen sorgmyggor. Inga underarter finns listade i Catalogue of Life.